# 一戸猛志
一戸 猛志（いちのへ たけし、1979年 - ）は、日本のウイルス学者。学位は、博士（工学）（東京理科大学・2007年）。東京大学医科学研究所准教授、東京大学新世代感染症センター主任研究員。専門はインフルエンザウイルスなど。

## 経歴
- 1998年3月 神奈川県立鎌倉高等学校卒業。
- 2002年3月 東京理科大学基礎工学部（現 先進工学部[3]）卒業。
- 2004年3月 東京理科大学大学院基礎工学研究科（現 先進工学研究科）（連携大学院：国立感染症研究所）修士課程修了。
- 2006年4月 東京理科大学、日本学術振興会特別研究員（DC2）。
- 2007年3月 東京理科大学大学院 基礎工学研究科（連携大学院：国立感染症研究所）博士後期課程修了、博士（工学）の学位を取得。
- 2007年4月 イェール大学医学大学院、日本学術振興会特別研究員（PD）。
- 2008年4月 イェール大学医学大学院、上原記念生命科学財団リサーチフェロー。
- 2008年7月 イェール大学医学大学院、日本学術振興会海外特別研究員。
- 2009年10月 九州大学大学院医学研究院ウイルス学分野助教（柳雄介に師事する）。
- 2012年11月 - 現在 東京大学医科学研究所感染症国際研究センター感染制御系ウイルス学分野准教授。
- 2022年10月 - 現在 東京大学国際高等研究所新世代感染症センター主任研究員（兼任）。

## 主な受賞
- 2011年 特許奨励賞（東芝IT社長賞）
- 2011年 平成23年度科学技術分野の文部科学大臣表彰 若手科学者賞[4]
- 2014年 平成26年度日本ウイルス学会杉浦奨励賞[5]
- 2016年6月 第18回花王研究奨励賞[6]
- 2017年12月 第6回日本ワクチン学会高橋奨励賞[7]
- 2020年6月 腸内細菌学会研究奨励賞
- 2021年6月 東京理科大学物理学園賞
- 2021年12月 MSD生命科学財団 2021年度医学奨励賞

## 主な所属学会
- 日本ウイルス学会
- 日本ワクチン学会
- 腸内細菌学会

など